# قصر باهلة
قصر باهلة، من القصور الأثرية الواقعة في محافظة المذنب، وبالقرب من جامع الديرة القديم غرب السوق.

## القصر والتاريخ
أشار إليه المؤرخ إبراهيم بن عيسى بقوله: " أن حصن البواهل هو القصر المعروف شمال الجامع وهو خارج عنه، بينهما سوق عرضه 16 ذراعاً، والقصر له باب واحد ويسمى احياناً قصر المذنب"
أشار إليه عثمان بن بشر في حوادث عام 1230هـ عندما نزل به الامام عبدالله بن سعود أكثر من مرة.

## آثار القصر
- وجد أحد الأهالي آنية فخارية بها نقود فضية نازعه عليها أحد أقاربه؛ فانكرها عندما تحاكما إلى الشيخ عمر بن سليم قاضي القصيم ما بين 1351-1362هـ
- أُحيط بالقصر سور عريض بقي جزء منه من الناحية الغربية المواجهة شعيب الودي.

لا تزال البيوت الطينية المهجورة التي شُيدت فوق انقاض القصر تغطي مساحة واسعة تتخللها شوارع ضيقة ملتوية بعضها مسقوف يقع في جنوبها الغربي قصر الإمارة القديم.

## بوابات القصر
كان لهذا السور أربع بوابات معروفة لدى كبار السن، وهي كالآتي:
- باب الخلا يقع في الناحية الشمالية الغربية حيث كان يجتمع الشباب، وتدور بينهم المنافسات في أوقات الفراغ
- باب الحيطان يقع في الناحية الشمالية، وتواجهه بساتين النخل التي يطلق عليها السكان الحيطان، وتتصل بروضة السفالة
- باب المغيريب يقع في الجهة الجنوبية الشرقية شرق المجلس بجوار الجامع القديم
- باب الدروازة يقع بالقرب من قصر الامارة من الجهة الجنوبية الغربية، ويسمى بباب المقبرة لمواجهته لها

كما كان السور يحتوي على خمسة ابراج بهدف حماية المدينة، والدفاع عنها وقت الحاجة منها برج عرينان الذي ازالته البلدية اثناء توسعة الشارع الذي يربط الجامع القديم بالطريق العام.

## انظر ايضاً
- القصيم
- المذنب
- قصر مارد

## وصلات خارجية
- ولنا كلمة بقرية المذنب التراثية.
- سوق المجلس بالمذنب من معالم الديرة القديمة.